# Shin A-Lam
Shin A-Lam (en coreano: 신아람; Seúl, 23 de septiembre de 1986) es una deportista surcoreana que compitió en esgrima, especialista en la modalidad de espada.
Participó en dos Juegos Olímpicos de Verano en los años 2012 y 2016, obteniendo una medalla de plata en Londres 2012 en la prueba por equipos. Ganó dos medallas en el Campeonato Mundial de Esgrima en los años 2010 y 2018.

## Palmarés internacional
| Juegos Olímpicos   | Juegos Olímpicos      | Juegos Olímpicos  | Juegos Olímpicos   |
| Año                | Lugar                 | Medalla           | Prueba             |
| ------------------ | --------------------- | ----------------- | ------------------ |
| 2012               | Londres (Reino Unido) | Medalla de plata  | Espada por equipos |
| Campeonato Mundial |                       |                   |                    |
| Año                | Lugar                 | Medalla           | Prueba             |
| 2010               | París (Francia)       | Medalla de bronce | Espada por equipos |
| 2018               | Wuxi (China)          | Medalla de plata  | Espada por equipos |